# Gustav Loeillot de Mars
Gustav Louis Wilhelm Loeillot de Mars (* 25. Januar 1845 in Berlin; † 31. August 1904 in Berlin) war ein deutscher Arzt.

## Biografie
Gustav Loeillot de Mars war der Sohn des Besitzers eines lithografischen Instituts Wilhelm Loeillot. Nach dem Besuch der Louisenstädtischen Realschule und dem Abitur am Gymnasium zum Grauen Kloster im Jahr 1865 studierte er Medizin in Würzburg, Heidelberg und Berlin. Im März 1869 erfolgte seine Promotion mit der Dissertation "Über die mit Fieber verbundenen Genitalerkrankungen der Wöchnerinnen" an der Berliner Friedrich-Wilhelms-Universität und 1870 erhielt er seine Approbation. Im selben Jahr ließ er sich zunächst in Berlin als praktischer Arzt, Wundarzt und Geburtshelfer im Haus seines Vaters nieder. Im Juli 1876 erhielt er das Patent zum Assistenzarzt 1. Klasse im 2. Bataillon (Coblenz), 3. Rheinisches Landwehr-Regiment Nr. 29. 1880 wurde er als leitender Arzt an die Kaltwasser-Heilanstalt im Laubbachsthale bei Coblenz am Rhein berufen. Nachdem augenscheinlich die Saison 1880 nicht zufriedenstellend für die Aktionäre verlaufen war, sollte die Aktiengesellschaft liquidiert werden und Dr. Loeillot de Mars konnte die Kaltwasser-Heilanstalt nur noch bis 1881 ärztlich „abwickeln“. Danach ging er nach Berlin zurück und ließ sich wieder als praktischer Arzt nieder. Wie wir dem Bäder-Lexikon (1883) entnehmen können, war Loeillot de Mars offensichtlich zeitweilig (1882/83) als 2. Arzt noch einmal an der Wasserheilanstalt Bad Laubbach am Rhein unter der Leitung des neuen Besitzers Heinrich Averbeck tätig.
1898 wurde er zum Sanitätsrat ernannt. 1902 zog er sich als Privatier und Oberarzt a. D. der Landwehr nach Neubrandenburg zurück.